# Tecmo World Cup '90
Tecmo World Cup '90 es un videojuego de fútbol arcade publicado en 1989 por Tecmo. Una versión no oficial del juego llamada Euro League incluía clubes del Viejo continente. Una versión no tan fiel al arcade fue desarrollada por SIMS para la Sega Mega Drive renombrada como Tecmo World Cup '92 y lanzada únicamente en Japón.

## Sistema de juego
El jugador puede elegir un seleccionado nacional entre los ocho disponibles. Japón fue incluido a pesar de no haber clasificado a la Copa Mundial de Fútbol de 1990. El juego era un lanzamiento no oficial, dándoles la oportunidad de incluir al equipo.

## Equipos jugables
Dependiendo de la versión que se juegue, las siguientes selecciones eran elegibles:

### Tecmo World Cup '90
Este juego cuenta con 8 selecciones nacionales, las cuales varían según cada versión.
- Alemania Federal
- Argentina
- Brasil
- Estados Unidos
- Inglaterra
- Italia
- Japón
- Unión Soviética

Una posterior revisión europea del juego incluía a  Francia (que tampoco clasificó a la Copa del Mundo) en lugar de Estados Unidos y a  España reemplazando a Japón.

### Tecmo World Cup '92
Este juego cuenta con 24 selecciones nacionales, siendo las mismas tanto en Sega Master System como en Genesis/Mega Drive.
| - Alemania Federal - Argelia - Argentina - Bélgica - Brasil - China - Corea del Sur - Dinamarca | - Escocia - España - Estados Unidos - Francia - Hungría - Inglaterra - Italia - Japón | - Marruecos - México - Países Bajos - Perú - Polonia - Unión Soviética - Uruguay - Yugoslavia |

### Euro League
Este hack del Tecmo World Cup '90 reemplaza las selecciones nacionales con 8 de los mejores clubes de Europa.
- F. C. Barcelona
- Atlético de Madrid
- Real Madrid
- A. C. Milan
- Inter de Milán
- S. S. C. Napoli
- PSV Eindhoven
- Bayern de Múnich